# Handbal la Jocurile Olimpice de vară din 1976
Competiția de handbal de la Jocurile Olimpice de vară din 1976 a fost a treia apariție a acestei discipline sportive la Jocurile Olimpice. Meciurile competiției s-au desfășurat în patru săli din trei orașe canadiene, între 18-28 iulie la băieți și 20-28 iulie 1976 la fete, fiind prima dată în istoria Jocurilor Olimpice când o întrecere de handbal a fost organizată atât la masculin cât și la feminin. Uniunea Sovietică a câștigat ambele competiții.
La turneul masculin s-au calificat 12 echipe, iar la cel feminin 6 echipe. Competiția a fost umbrită de boicotul țărilor africane, care au protestat astfel față de participarea la Olimpiadă a Noii Zeelande, țară a cărei echipă de rugby efectuase cu puțin timp înainte un turneu în Africa de Sud aflată în plin regim de Apartheid. Tunisia, calificată la turneul de handbal masculin, a disputat două partide, pe 18 și 20 iulie, dar apoi și-a retras echipa pentru a se alătura boicotului, astfel că întrecerea s-a desfășurat cu doar 11 selecționate naționale. Rezultatele obținute de naționala tunisiană în cele două meciuri au fost anulate.

## Sălile
Meciule s-au jucat în săli din Montréal, Québec și suburbia Sherbrooke.
- Complexul sportiv Claude-Robillard, Montréal (4.720 de locuri)
- Palatul Sporturilor, Sherbrooke (4.400 de locuri)
- Pavilionul pentru Educație Fizică și Sport, Québec (11.500 de locuri)
- Forum de Montréal, Montréal (5.000 de locuri)

| Montréal                                           | Sherbrooke                          | Québec               | Montréal                           |
| Complexul sportiv Claude-Robillard 4.720 de locuri | Palatul Sporturilor 4.400 de locuri | PEPS 3.730 de locuri | Forum de Montréal 18.000 de locuri |
|                                                    |                                     |                      |                                    |

## Arbitrii
Pentru conducerea partidelor au fost selectate 12 perechi de arbitri:
| Arbitri    | Arbitri                         |
| ---------- | ------------------------------- |
| RF Germană | Edgar Reichel Wilfried Tetens   |
| Suedia     | C. Nilsson D. Olsson            |
| Danemarca  | H. Svensson J. Christensen      |
| URSS       | A. Vītols J. Ķuzulis            |
| YUG        | Milan Valčić M. Stanoević       |
| România    | Vasile Sidea Pandele Cârligeanu |

| Arbitri    | Arbitri                   |
| ---------- | ------------------------- |
| RF Germană | Otto Falk Hans Rossmanith |
| Danemarca  | Jack Falk Rodil K. Ohlsen |
| Norvegia   | O. Bolstad J. Larsen      |
| Elveția    | H. Rykart H. Ischer       |
| RD Germană | H. Hensel P. Rauchfuß     |
| Ungaria    | D. Márki G. Fülöp         |

## Echipele calificate
| Țara          | Motivul calificării                  | Participări anterioare1, 2 |
| ------------- | ------------------------------------ | -------------------------- |
| Canada        | Țară gazdă                           | 0                          |
| România       | Locul 1 la CM 1974                   | 2 (1936, 1972)             |
| Cehoslovacia  | Baraj european de calificare 1976    | 1 (1972)                   |
| Danemarca     | Baraj european de calificare 1976    | 1 (1972)                   |
| Iugoslavia    | Baraj european de calificare 1976    | 1 (1972)                   |
| Ungaria       | Baraj european de calificare 1976    | 2 (1936, 1972)             |
| RF Germană    | Baraj european de calificare 1976    | 2 (1936, 1972)             |
| Polonia       | Baraj european de calificare 1976    | 1 (1972)                   |
| URSS          | Baraj european de calificare 1976    | 1 (1972)                   |
| Tunisia       | Baraj african de calificare 1976     | 0                          |
| Statele Unite | Baraj panamerican de calificare 1976 | 2 (1936, 1972)             |
| Japonia       | Baraj asiatic de calificare 1976     | 1 (1972)                   |

| Țara       | Motivul calificării              | Participări anterioare |
| ---------- | -------------------------------- | ---------------------- |
| Canada     | Țară gazdă                       | 0                      |
| RD Germană | Locul 1 la CM 1975               | 0                      |
| URSS       | Locul 2 la CM 1975               | 0                      |
| Ungaria    | Locul 3 la CM 1975               | 0                      |
| România    | Locul 4 la CM 1975               | 0                      |
| Japonia    | Baraj mondial de calificare 1976 | 0                      |

## Turneul de handbal masculin
Cele 12 echipe au fost distribuite în două grupe de calificare de câte șase echipe și au jucat fiecare cinci meciuri, câte unul împotriva fiecăreia dintre cele cinci oponente din grupă.
|  | Echipele calificate în finala mare |
|  | Echipele calificate în finala mică |

### Grupa A
| Echipa            | M | V | E | Î | GM  | GP  | G   | Pct |
| ----------------- | - | - | - | - | --- | --- | --- | --- |
| Uniunea Sovietică | 5 | 4 | 0 | 1 | 111 | 77  | +34 | 8   |
| RF Germană        | 5 | 4 | 0 | 1 | 97  | 76  | +21 | 8   |
| Iugoslavia        | 5 | 4 | 0 | 1 | 110 | 93  | +17 | 8   |
| Danemarca         | 5 | 2 | 0 | 3 | 92  | 102 | −10 | 4   |
| Japonia           | 5 | 1 | 0 | 4 | 96  | 111 | −15 | 2   |
| Canada            | 5 | 0 | 0 | 5 | 75  | 122 | −47 | 0   |

| 18 iulie 1976 19:00 | Uniunea Sovietică | 26 - 16 | Japonia    | Complexul sportiv Claude-Robillard, Montréal |
| 18 iulie 1976 19:00 | Cernîșov 7        | (11-15) | Fujinaka 6 | Complexul sportiv Claude-Robillard, Montréal |
| 18 iulie 1976 19:00 | Cronică           |         |            | Complexul sportiv Claude-Robillard, Montréal |

| 18 iulie 1976 19:00 | Iugoslavia                | 22 - 18 | Canada       | PEPS, Québec |
| 18 iulie 1976 19:00 | Horvat, Miljak, Popović 5 | (15-12) | de Roussan 6 | PEPS, Québec |
| 18 iulie 1976 19:00 | Cronică                   |         |              | PEPS, Québec |

| 18 iulie 1976 19:00 | RF Germană | 18 - 14 | Danemarca      | Palatul Sporturilor, Sherbrooke |
| 18 iulie 1976 19:00 | Deckarm 6  | (7-5)   | Dahl-Nielsen 8 | Palatul Sporturilor, Sherbrooke |
| 18 iulie 1976 19:00 | Cronică    |         |                | Palatul Sporturilor, Sherbrooke |

| 20 iulie 1976 20:30 | RF Germană | 18 - 14 | Japonia    | Complexul sportiv Claude-Robillard, Montréal |
| 20 iulie 1976 20:30 | Ehret 5    | (7-5)   | Fujinaka 6 | Complexul sportiv Claude-Robillard, Montréal |
| 20 iulie 1976 20:30 | Cronică    |         |            | Complexul sportiv Claude-Robillard, Montréal |

| 20 iulie 1976 20:30 | Iugoslavia | 25 - 17 | Danemarca | PEPS, Québec |
| 20 iulie 1976 20:30 | Miljak 8   | (13-5)  | Larsen 9  | PEPS, Québec |
| 20 iulie 1976 20:30 | Cronică    |         |           | PEPS, Québec |

| 20 iulie 1976 20:30 | Uniunea Sovietică | 25 - 9 | Canada    | Palatul Sporturilor, Sherbrooke |
| 20 iulie 1976 20:30 | Gasîi 6           | (12-5) | Ferdais 3 | Palatul Sporturilor, Sherbrooke |
| 20 iulie 1976 20:30 | Cronică           |        |           | Palatul Sporturilor, Sherbrooke |

| 22 iulie 1976 19:00 | Iugoslavia   | 20 - 18 | Uniunea Sovietică | Complexul sportiv Claude-Robillard, Montréal |
| 22 iulie 1976 19:00 | Krivokapić 8 | (11-8)  | Gasîi 5           | Complexul sportiv Claude-Robillard, Montréal |
| 22 iulie 1976 19:00 | Cronică      |         |                   | Complexul sportiv Claude-Robillard, Montréal |

| 22 iulie 1976 19:00 | RF Germană  | 26 - 11 | Canada  | PEPS, Québec |
| 22 iulie 1976 19:00 | Klühspies 6 | (14-7)  | Viens 4 | PEPS, Québec |
| 22 iulie 1976 19:00 | Cronică     |         |         | PEPS, Québec |

| 22 iulie 1976 19:00 | Danemarca | 21 - 17 | Japonia | Palatul Sporturilor, Sherbrooke |
| 22 iulie 1976 19:00 | Larsen 7  | (8-11)  | Kino 5  | Palatul Sporturilor, Sherbrooke |
| 22 iulie 1976 19:00 | Cronică   |         |         | Palatul Sporturilor, Sherbrooke |

| 24 iulie 1976 20:30 | Danemarca         | 24 - 18 | Canada                  | Complexul sportiv Claude-Robillard, Montréal |
| 24 iulie 1976 20:30 | Andersen, Pazyj 6 | (7-6)   | Blankenau, Désormeaux 4 | Complexul sportiv Claude-Robillard, Montréal |
| 24 iulie 1976 20:30 | Cronică           |         |                         | Complexul sportiv Claude-Robillard, Montréal |

| 24 iulie 1976 20:30 | RF Germană | 16 - 18 | Uniunea Sovietică | PEPS, Québec |
| 24 iulie 1976 20:30 | Deckarm 7  | (5-9)   | Gasîi 6           | PEPS, Québec |
| 24 iulie 1976 20:30 | Cronică    |         |                   | PEPS, Québec |

| 24 iulie 1976 20:30 | Iugoslavia | 26 - 22 | Japonia          | Palatul Sporturilor, Sherbrooke |
| 24 iulie 1976 20:30 | Miljak 12  | (13-12) | Gamo, Fujinaka 6 | Palatul Sporturilor, Sherbrooke |
| 24 iulie 1976 20:30 | Cronică    |         |                  | Palatul Sporturilor, Sherbrooke |

| 26 iulie 1976 19:00 | RF Germană         | 18 - 17 | Iugoslavia   | Complexul sportiv Claude-Robillard, Montréal |
| 26 iulie 1976 19:00 | Ehret, Klühspies 4 | (8-7)   | Pavičević 10 | Complexul sportiv Claude-Robillard, Montréal |
| 26 iulie 1976 19:00 | Cronică            |         |              | Complexul sportiv Claude-Robillard, Montréal |

| 26 iulie 1976 19:00 | Japonia                    | 25 - 19 | Canada    | PEPS, Québec Arbitri: Cârligeanu, Sidea |
| 26 iulie 1976 19:00 | Kikuchi, Matsubara, Sato 5 | (9-9)   | Ferdais 5 | PEPS, Québec Arbitri: Cârligeanu, Sidea |
| 26 iulie 1976 19:00 | Cronică                    |         |           | PEPS, Québec Arbitri: Cârligeanu, Sidea |

| 26 iulie 1976 19:00 | Uniunea Sovietică | 24 - 16 | Danemarca | Palatul Sporturilor, Sherbrooke |
| 26 iulie 1976 19:00 | Klimov 6          | (13-7)  | Larsen 6  | Palatul Sporturilor, Sherbrooke |
| 26 iulie 1976 19:00 | Cronică           |         |           | Palatul Sporturilor, Sherbrooke |

### Grupa B
Tunisia, calificată la turneul de handbal masculin, a disputat două partide, pe 18 și 20 iulie, dar apoi și-a retras echipa pentru a se alătura boicotului organizat de țările africane. Rezultatele celor două partide au fost anulate de organizatori, iar celelalte trei meciuri ale Tunisiei nu s-au mai jucat.
| Echipa        | M | V | E | Î | GM | GP  | G   | Pct |
| ------------- | - | - | - | - | -- | --- | --- | --- |
| România       | 4 | 3 | 1 | 0 | 91 | 71  | +20 | 7   |
| Polonia       | 4 | 3 | 0 | 1 | 80 | 71  | +9  | 6   |
| Ungaria       | 4 | 2 | 0 | 2 | 92 | 82  | +10 | 4   |
| Cehoslovacia  | 4 | 1 | 1 | 2 | 85 | 82  | +3  | 3   |
| Statele Unite | 4 | 0 | 0 | 4 | 90 | 122 | −32 | 0   |
| Tunisia       | 0 | 0 | 0 | 0 | 0  | 0   | 0   | 0   |

| 18 iulie 1976 20:30 | România    | 23 - 18 | Ungaria          | Complexul sportiv Claude-Robillard, Montréal Arbitri: Stanoević, Valčić |
| 18 iulie 1976 20:30 | Birtalan 6 | (13-8)  | Szilágyi, Vass 4 | Complexul sportiv Claude-Robillard, Montréal Arbitri: Stanoević, Valčić |
| 18 iulie 1976 20:30 | Cronică    |         |                  | Complexul sportiv Claude-Robillard, Montréal Arbitri: Stanoević, Valčić |

| 18 iulie 1976 20:30 | Cehoslovacia | 28 - 20 | Statele Unite | PEPS, Québec |
| 18 iulie 1976 20:30 | Jarý 5       | (15-13) | Abrahamson 7  | PEPS, Québec |
| 18 iulie 1976 20:30 | Cronică      |         |               | PEPS, Québec |

| 18 iulie 1976 20:30 | Polonia         | 26 - 12 | Tunisia | Palatul Sporturilor, Sherbrooke |
| 18 iulie 1976 20:30 | Rezultat anulat |         |         | Palatul Sporturilor, Sherbrooke |
| 18 iulie 1976 20:30 |                 |         |         | Palatul Sporturilor, Sherbrooke |

| 20 iulie 1976 19:00 | Cehoslovacia    | 21 - 9 | Tunisia | Complexul sportiv Claude-Robillard, Montréal |
| 20 iulie 1976 19:00 | Rezultat anulat |        |         | Complexul sportiv Claude-Robillard, Montréal |
| 20 iulie 1976 19:00 |                 |        |         | Complexul sportiv Claude-Robillard, Montréal |

| 20 iulie 1976 19:00 | România    | 32 - 19 | Statele Unite        | PEPS, Québec Arbitri: Ohlsen, Rodil |
| 20 iulie 1976 19:00 | Birtalan 8 | (16-8)  | Abrahamson, Rogers 5 | PEPS, Québec Arbitri: Ohlsen, Rodil |
| 20 iulie 1976 19:00 | Cronică    |         |                      | PEPS, Québec Arbitri: Ohlsen, Rodil |

| 20 iulie 1976 19:00 | Polonia      | 18 - 16 | Ungaria | Palatul Sporturilor, Sherbrooke |
| 20 iulie 1976 19:00 | Kałuziński 8 | (7-8)   | Varga 7 | Palatul Sporturilor, Sherbrooke |
| 20 iulie 1976 19:00 | Cronică      |         |         | Palatul Sporturilor, Sherbrooke |

| 22 iulie 1976 20:30 | Ungaria | 36 - 21 | Statele Unite | Complexul sportiv Claude-Robillard, Montréal |
| 22 iulie 1976 20:30 | Varga 9 | (18-9)  | Randolph 6    | Complexul sportiv Claude-Robillard, Montréal |
| 22 iulie 1976 20:30 | Cronică |         |               | Complexul sportiv Claude-Robillard, Montréal |

| 22 iulie 1976 20:30 | Polonia  | 21 - 18 | Cehoslovacia | PEPS, Québec |
| 22 iulie 1976 20:30 | Melcer 5 | (8-7)   | Mikeš 6      | PEPS, Québec |
| 22 iulie 1976 20:30 | Cronică  |         |              | PEPS, Québec |

| 22 iulie 1976 20:30 | România     | v | Tunisia | Palatul Sporturilor, Sherbrooke |
| 22 iulie 1976 20:30 | Meci anulat |   |         | Palatul Sporturilor, Sherbrooke |
| 22 iulie 1976 20:30 |             |   |         | Palatul Sporturilor, Sherbrooke |

| 24 iulie 1976 19:00 | Polonia             | 26 - 20 | Statele Unite | Complexul sportiv Claude-Robillard, Montréal |
| 24 iulie 1976 19:00 | Klempel, Przybysz 8 | (14-10) | Rogers 8      | Complexul sportiv Claude-Robillard, Montréal |
| 24 iulie 1976 19:00 | Cronică             |         |               | Complexul sportiv Claude-Robillard, Montréal |

| 24 iulie 1976 19:00 | Ungaria     | v | Tunisia | PEPS, Québec |
| 24 iulie 1976 19:00 | Meci anulat |   |         | PEPS, Québec |
| 24 iulie 1976 19:00 |             |   |         | PEPS, Québec |

| 24 iulie 1976 19:00 | România    | 19 - 19 | Cehoslovacia             | Palatul Sporturilor, Sherbrooke Arbitri: Ohlsen, Rodil |
| 24 iulie 1976 19:00 | Birtalan 7 | (13-10) | Hanzl, Krepindl, Mikeš 4 | Palatul Sporturilor, Sherbrooke Arbitri: Ohlsen, Rodil |
| 24 iulie 1976 19:00 | Cronică    |         |                          | Palatul Sporturilor, Sherbrooke Arbitri: Ohlsen, Rodil |

| 26 iulie 1976 20:30 | Cehoslovacia | 20 - 22 | Ungaria | Complexul sportiv Claude-Robillard, Montréal |
| 26 iulie 1976 20:30 | Mikeš 7      | (11-10) | Vass 7  | Complexul sportiv Claude-Robillard, Montréal |
| 26 iulie 1976 20:30 | Cronică      |         |         | Complexul sportiv Claude-Robillard, Montréal |

| 26 iulie 1976 20:30 | România    | 17 - 15 | Polonia   | PEPS, Québec Arbitri: Reichel, Tetens |
| 26 iulie 1976 20:30 | Birtalan 8 | (8-6)   | Klempel 6 | PEPS, Québec Arbitri: Reichel, Tetens |
| 26 iulie 1976 20:30 | 2×         | Cronică |           | PEPS, Québec Arbitri: Reichel, Tetens |

| 26 iulie 1976 20:30 | Statele Unite | v | Tunisia | Palatul Sporturilor, Sherbrooke |
| 26 iulie 1976 20:30 | Meci anulat   |   |         | Palatul Sporturilor, Sherbrooke |
| 26 iulie 1976 20:30 |               |   |         | Palatul Sporturilor, Sherbrooke |

### Meciul pentru locurile 9-10
| 27 iulie 1976 14:00 | Japonia              | 27 - 20 | Statele Unite | Complexul sportiv Claude-Robillard, Montréal |
| 27 iulie 1976 14:00 | Gamo, Hanawa, Sato 5 | (12-8)  | Dean 6        | Complexul sportiv Claude-Robillard, Montréal |
| 27 iulie 1976 14:00 | Cronică              |         |               | Complexul sportiv Claude-Robillard, Montréal |

### Meciul pentru locurile 7-8
| 27 iulie 1976 15:30 | Danemarca            | 21 - 25 | Cehoslovacia           | Complexul sportiv Claude-Robillard, Montréal |
| 27 iulie 1976 15:30 | Bock, Dahl-Nielsen 4 | (13-11) | Hanzl, Satrapa, Šulc 5 | Complexul sportiv Claude-Robillard, Montréal |
| 27 iulie 1976 15:30 | Cronică              |         |                        | Complexul sportiv Claude-Robillard, Montréal |

### Meciul pentru locurile 5-6
| 27 iulie 1976 19:00 | Iugoslavia   | 21 - 19 | Ungaria | Complexul sportiv Claude-Robillard, Montréal |
| 27 iulie 1976 19:00 | Serdarušić 7 | (11-9)  | Vass 6  | Complexul sportiv Claude-Robillard, Montréal |
| 27 iulie 1976 19:00 | Cronică      |         |         | Complexul sportiv Claude-Robillard, Montréal |

### Meciul pentru locurile 3-4
| 28 iulie 1976 14:45 | RF Germană              | 18 - 21 (Prel.) | Polonia               | Forum de Montréal, Montréal |
| 28 iulie 1976 14:45 | Busch, Deckarm, Ehret 4 | (9-11)          | Kałuziński, Klempel 6 | Forum de Montréal, Montréal |
| 28 iulie 1976 14:45 | Cronică                 |                 |                       | Forum de Montréal, Montréal |
| 28 iulie 1976 14:45 | FT: 17-17 Prel.: 1–4    |                 |                       | Forum de Montréal, Montréal |

### Finala
| 28 iulie 1976 18:30 | Uniunea Sovietică | 19 - 15 | România            | Forum de Montréal, Montréal Asistență: 3.000 Arbitri: Reichel, Tetens |
| 28 iulie 1976 18:30 | Gasîi 6           | (10-6)  | Grabovschi, Licu 4 | Forum de Montréal, Montréal Asistență: 3.000 Arbitri: Reichel, Tetens |
| 28 iulie 1976 18:30 | Cronică           |         |                    | Forum de Montréal, Montréal Asistență: 3.000 Arbitri: Reichel, Tetens |

### Clasamentul marcatorilor
| Poz. | Nume               | Meciuri | Goluri |
| ---- | ------------------ | ------- | ------ |
| 1    | Bent Larsen        | 6       | 32     |
| 1    | Ștefan Birtalan    | 5       | 32     |
| 3    | Zdravko Miljak     | 6       | 30     |
| 4    | Joachim Deckarm    | 6       | 28     |
| 5    | Kenji Fujinaka     | 6       | 26     |
| 6    | Pavel Mikeš        | 5       | 25     |
| 6    | Valeri Gasîi       | 5       | 25     |
| 8    | Richard Abrahamson | 5       | 24     |
| 8    | Dean Randolph      | 4       | 24     |
| 10   | Vladimir Maximov   | 6       | 23     |
| 10   | Jerzy Klempel      | 5       | 23     |

## Turneul de handbal feminin
Cele 6 echipe au fost distribuite într-o singură grupă și au jucat fiecare cinci meciuri, câte unul împotriva fiecăreia dintre cele cinci oponente din grupă. Nu s-au jucat și alte meciuri de departajare, iar clasamentul final al turneului a rezultat din clasamentul final al grupei.
| Echipa            | M | V | E | Î | GM | GP  | G   | Pct |
| ----------------- | - | - | - | - | -- | --- | --- | --- |
| Uniunea Sovietică | 5 | 5 | 0 | 0 | 92 | 40  | +52 | 10  |
| RD Germană        | 5 | 3 | 1 | 1 | 89 | 47  | +42 | 7   |
| Ungaria           | 5 | 3 | 1 | 1 | 85 | 55  | +30 | 7   |
| România           | 5 | 2 | 0 | 3 | 73 | 83  | −10 | 4   |
| Japonia           | 5 | 1 | 0 | 4 | 72 | 115 | −43 | 2   |
| Canada            | 5 | 0 | 0 | 5 | 35 | 106 | −71 | 0   |

| 20 iulie 1976 17:30 | Ungaria  | 25 - 18 | Japonia  | Complexul sportiv Claude-Robillard, Montréal |
| 20 iulie 1976 17:30 | Vadász 7 | (10-7)  | Kurata 5 | Complexul sportiv Claude-Robillard, Montréal |
| 20 iulie 1976 17:30 | Cronică  |         |          | Complexul sportiv Claude-Robillard, Montréal |

| 20 iulie 1976 17:30 | Uniunea Sovietică | 21 - 3 | Canada   | PEPS, Québec |
| 20 iulie 1976 17:30 | Makareț 8         | (8-2)  | Robert 5 | PEPS, Québec |
| 20 iulie 1976 17:30 | Cronică           |        |          | PEPS, Québec |

| 20 iulie 1976 17:30 | RD Germană | 18 - 12 | România | Palatul Sporturilor, Sherbrooke Arbitri: Svensson, Christensen |
| 20 iulie 1976 17:30 | Richter 6  | (11-3)  | Soós 4  | Palatul Sporturilor, Sherbrooke Arbitri: Svensson, Christensen |
| 20 iulie 1976 17:30 | Cronică    |         |         | Palatul Sporturilor, Sherbrooke Arbitri: Svensson, Christensen |

| 22 iulie 1976 17:30 | Uniunea Sovietică | 14 - 8 | România  | Complexul sportiv Claude-Robillard, Montréal Arbitri: Valčić, Stanoević |
| 22 iulie 1976 17:30 | Makareț 7         | (6-3)  | Miklós 3 | Complexul sportiv Claude-Robillard, Montréal Arbitri: Valčić, Stanoević |
| 22 iulie 1976 17:30 | Cronică           |        |          | Complexul sportiv Claude-Robillard, Montréal Arbitri: Valčić, Stanoević |

| 22 iulie 1976 17:30 | RD Germană | 24 - 10 | Japonia      | PEPS, Québec |
| 22 iulie 1976 17:30 | Richter 7  | (12-3)  | Matsushita 4 | PEPS, Québec |
| 22 iulie 1976 17:30 | Cronică    |         |              | PEPS, Québec |

| 22 iulie 1976 17:30 | Ungaria       | 24 - 3 | Canada                        | Palatul Sporturilor, Sherbrooke |
| 22 iulie 1976 17:30 | Sterbinszky 5 | (11-3) | Balthazar, Beaumont, Robert 1 | Palatul Sporturilor, Sherbrooke |
| 22 iulie 1976 17:30 | Cronică       |        |                               | Palatul Sporturilor, Sherbrooke |

| 24 iulie 1976 17:30 | RD Germană | 29 - 4 | Canada               | Complexul sportiv Claude-Robillard, Montréal |
| 24 iulie 1976 17:30 | Richter 10 | (15-2) | Lemaire, Tétreault 2 | Complexul sportiv Claude-Robillard, Montréal |
| 24 iulie 1976 17:30 | Cronică    |        |                      | Complexul sportiv Claude-Robillard, Montréal |

| 24 iulie 1976 17:30 | România  | 21 - 20 | Japonia  | PEPS, Québec Arbitri: Rykart, Ischer |
| 24 iulie 1976 17:30 | Arghir 5 | (13-11) | Kurata 7 | PEPS, Québec Arbitri: Rykart, Ischer |
| 24 iulie 1976 17:30 | Cronică  |         |          | PEPS, Québec Arbitri: Rykart, Ischer |

| 24 iulie 1976 17:30 | Uniunea Sovietică | 12 - 9 | Ungaria       | Palatul Sporturilor, Sherbrooke |
| 24 iulie 1976 17:30 | Turcina 5         | (5-5)  | Sterbinszky 4 | Palatul Sporturilor, Sherbrooke |
| 24 iulie 1976 17:30 | Cronică           |        |               | Palatul Sporturilor, Sherbrooke |

| 26 iulie 1976 17:30 | România  | 17 - 11 | Canada   | Complexul sportiv Claude-Robillard, Montréal Arbitri: Svensson, Christensen |
| 26 iulie 1976 17:30 | Furcoi 4 | (8-5)   | Robert 4 | Complexul sportiv Claude-Robillard, Montréal Arbitri: Svensson, Christensen |
| 26 iulie 1976 17:30 | Cronică  |         |          | Complexul sportiv Claude-Robillard, Montréal Arbitri: Svensson, Christensen |

| 26 iulie 1976 17:30 | RD Germană | 7 - 7 | Ungaria  | PEPS, Québec |
| 26 iulie 1976 17:30 | Richter 3  | (2-4) | Angyal 3 | PEPS, Québec |
| 26 iulie 1976 17:30 | Cronică    |       |          | PEPS, Québec |

| 26 iulie 1976 17:30 | Uniunea Sovietică | 31 - 9 | Japonia  | Palatul Sporturilor, Sherbrooke |
| 26 iulie 1976 17:30 | Șubina 7          | (15-5) | Kurata 4 | Palatul Sporturilor, Sherbrooke |
| 26 iulie 1976 17:30 | Cronică           |        |          | Palatul Sporturilor, Sherbrooke |

| 28 iulie 1976 12:00 | Japonia  | 15 - 14 | Canada            | Complexul sportiv Claude-Robillard, Montréal |
| 28 iulie 1976 12:00 | Kurata 9 | (7-11)  | Lemaire, Valois 3 | Complexul sportiv Claude-Robillard, Montréal |
| 28 iulie 1976 12:00 | Cronică  |         |                   | Complexul sportiv Claude-Robillard, Montréal |

| 28 iulie 1976 13:15 | Ungaria               | 20 - 15 | România  | Complexul sportiv Claude-Robillard, Montréal Arbitri: Falk, Rossmanith |
| 28 iulie 1976 13:15 | Lelkes, Sterbinszky 5 | (10-6)  | Miklós 5 | Complexul sportiv Claude-Robillard, Montréal Arbitri: Falk, Rossmanith |
| 28 iulie 1976 13:15 | Cronică               |         |          | Complexul sportiv Claude-Robillard, Montréal Arbitri: Falk, Rossmanith |

| 28 iulie 1976 14:30 | RD Germană            | 11 - 14 | Uniunea Sovietică | Complexul sportiv Claude-Robillard, Montréal |
| 28 iulie 1976 14:30 | Krause, Kretzschmar 4 | (5-7)   | Turcina 7         | Complexul sportiv Claude-Robillard, Montréal |
| 28 iulie 1976 14:30 | Cronică               |         |                   | Complexul sportiv Claude-Robillard, Montréal |

### Clasamentul marcatoarelor
| Poz. | Nume               | Meciuri | Goluri |
| ---- | ------------------ | ------- | ------ |
| 1    | Terumi Kurata      | 5       | 28     |
| 2    | Kristina Richter   | 5       | 27     |
| 3    | Tatiana Makareț    | 5       | 24     |
| 4    | Zinaїda Turcina    | 5       | 22     |
| 5    | Amália Sterbinszky | 5       | 18     |
| 6    | Roswitha Krause    | 5       | 16     |
| 7    | Hitomi Matsushita  | 5       | 15     |
| 8    | Marion Tietz       | 5       | 14     |
| 8    | Magdalena Miklós   | 5       | 14     |
| 10   | Liudmila Panciuk   | 5       | 13     |
| 10   | Maria Bosi         | 5       | 13     |

## Clasamentul final
| Medalie de aur    | Uniunea Sovietică | calificate la CM din 1978 |
| Medalie de argint | România           | calificate la CM din 1978 |
| Medalie de bronz  | Polonia           | calificate la CM din 1978 |
| 4                 | RF Germană        | calificate la CM din 1978 |
| 5                 | Iugoslavia        | calificate la CM din 1978 |
| 6                 | Ungaria           | calificate la CM din 1978 |
| 7                 | Cehoslovacia      |                           |
| 8                 | Danemarca         |                           |
| 9                 | Japonia           |                           |
| 10                | Statele Unite     |                           |
| 11                | Canada            |                           |
| -                 | Tunisia           |                           |

| Medalie de aur    | Uniunea Sovietică | calificate la CM din 1978 |
| Medalie de argint | RD Germană        | calificate la CM din 1978 |
| Medalie de bronz  | Ungaria           | calificate la CM din 1978 |
| 4                 | România           |                           |
| 5                 | Japonia           |                           |
| 6                 | Canada            |                           |